# Sana Daoudi
Pour les articles homonymes, voir Daoudi.
Sana Daoudi (en arabe : سناء الداودي), née le 12 mars 1998 à Saint-Denis en Seine-Saint-Denis, est une footballeuse internationale marocaine jouant au poste de milieu de terrain à l'En avant Guingamp.

## Biographie
Sana Daoudi fait ses débuts au Football Club Aulnaysois avant de rejoindre le centre de formation du Paris Saint-Germain en 2012. Avec l'équipe U19 parisienne, Daoudi remporte le championnat de France U19 en 2016.

### Carrière en club
Elle signe son premier contrat professionnel avec le Paris Saint-Germain en 2016. Le contrat est prolongé d'un an en 2017, avant que Daoudi ne parte en prêt à l'Atlético Madrid.

#### Expérience en Espagne avec l'Atlético
Lors de sa saison avec l'Atlético de Madrid, Daoudi n'a pas beaucoup de temps de jeu. Jouant souvent des bouts de matchs, elle n'est titularisée qu'une seule fois lors du derby contre Madrid CFF le 4 novembre 2017.

### Avec l'En avant Guingamp (2018-)
En septembre 2018, Sana Daoudi signe à l'En avant Guingamp.

#### Saison 2021-2022
Ce n'est qu'en 2021, qu'elle inscrit son premier but avec le club guingampais le 28 août 2021 contre le Paris FC à l'occasion de la 1re journée de D1.
Durant la saison 2021-2022, hormis la 8e journée, elle dispute tous les matchs de championnat en étant titulaire la majeure partie.

#### Saison 2022-2023
Sana Daoudi et ses coéquipières connaissent une première partie de la saison difficile avec 6 défaites lors des 6 premières journées. Ce n'est qu'à la 7e journée le 5 novembre 2022 que Guingamp obtient son premier point de l'exercice 2022-2023 après avoir tenu en échec à domicile, l'Olympique lyonnais champion en titre.
Il faut attendre la 10e journée pour voir Daoudi et ses coéquipières s'imposer, face à Soyaux.
Le 21 janvier 2023, elle se blesse contre Dijon et cède sa place. Une blessure qui est synonyme de fin de saison.
A l'issue de la saison, Daoudi provisoirement quitte le club.
Mais après plusieurs mois d'absence des terrains, notamment en raison de sa blessure, Sana Daoudi fait finalement son retour à l'En Avant Guingamp pour disputer la deuxième partie de la saison sportive 2023-2024. Elle retrouve les terrains le 10 février 2024 en entrant en jeu contre le FC Fleury. Elle est titularisée pour la première fois de la saison 2023-2024, lors de la réception du Paris FC le 16 mars 2024 dans un match qui se solde par une défaite Guingamp (0-4).
Le 8 mai 2024, elle entre en jeu face au Havre et délivre une passe décisive pour Marie-Charlotte Léger. Cependant son équipe s'incline 4 buts à 3 à domicile.

#### Saison 2024-2025
Sana Daoudi prolonge avec le club guingampais et dispute son premier match officiel de la saison le 22 septembre 2024 face au Paris FC dans le cadre de la première journée de championnat. Titularisée, son équipe s'incline lourdement à domicile sur le score de 6 à 0.
Le 19 octobre 2024 face à Strasbourg, elle dispute son 100ème match en Première Ligue. Cette même rencontre, gagnée par les Guingampaises, a vu Daoudi sortir sur blessure quelques minutes avant la pause.
Le parcours des Guingampaises en Coupe de France prend fin au stade des seizièmes de finale, contre le LOSC pensionnaire de D2. Sana Daoudi entre en jeu durant cette rencontre qui se termine sur une défaite 4 à 1.

### Carrière internationale

#### En équipe de France
Sana Daoudi possède trois sélections en équipe de France des moins de 16 ans en 2014. En 2017, elle intègre l'équipe de France des moins de 19 ans et participe à neuf matchs dont notamment l'Euro U19 2017 en Irlande du Nord jusqu'en finale.
En 2018, elle est sélectionnée à plusieurs reprises en équipe de France des moins de 20 ans et participe à la Coupe du monde U20 2018.
Elle compte également une sélection avec l'équipe de France des moins de 23 ans en 2019.

#### En équipe du Maroc
Après avoir connu plusieurs sélections avec les Bleues en catégories de jeune, Sana Daoudi reçoit une première convocation en équipe du Maroc fin août 2022, pour prendre part à un rassemblement au Complexe Mohammed VI,.

#### Préparations à la Coupe du monde 2023
Elle honore sa première sélection avec le Maroc le 11 novembre 2022 contre la république d'Irlande dans le cadre d'un stage à Marbella préparatif à la Coupe du monde 2023. Reynald Pedros l'aligne titulaire lors des deux rencontres. Le premier match se termine sur un nul (2-2) et le deuxième sur une défaite marocaine (4-0).
En raison de sa blessure contracté face à Dijon en championnat, Sana Daoudi manque une chance d'être sélectionnée pour le Mondial.

## Statistiques

### En club
| Saison                | Club                   | Championnat           | Championnat | Championnat | Coupe(s) nationale(s) | Coupe(s) nationale(s) | Compétition(s) continentale(s) | Compétition(s) continentale(s) | Compétition(s) continentale(s) | Total | Total |
| Saison                | Club                   | Division              | M.          | B.          | M.                    | B.                    | Comp.                          | M.                             | B.                             | M.    | B.    |
| 2016-2017             | Paris SG               | Division 1            | 1           | 0           | 0                     | 0                     | WCL                            | 1                              | 0                              | 2     | 0     |
| Sous-total            | Sous-total             | Sous-total            | 1           | 0           | 0                     | 0                     | -                              | 1                              | 0                              | 2     | 0     |
| 2017-2018             | Atlético Madrid (prêt) | Division 1            | 8           | 0           | -                     | -                     | WCL                            | -                              | -                              | 8     | 0     |
| Sous-total            | Sous-total             | Sous-total            | 8           | 0           | -                     | -                     | -                              | -                              | -                              | 8     | 0     |
| 2018-2019             | EA Guingamp            | Division 1            | 19          | 0           | 2                     | 0                     | -                              | -                              | -                              | 21    | 0     |
| 2019-2020             | EA Guingamp            | Division 1            | 14          | 0           | 4                     | 0                     | -                              | -                              | -                              | 18    | 0     |
| 2020-2021             | EA Guingamp            | Division 1            | 20          | 0           | 1                     | 0                     | -                              | -                              | -                              | 21    | 0     |
| 2021-2022             | EA Guingamp            | Division 1            | 21          | 3           | 0                     | 0                     | -                              | -                              | -                              | 21    | 3     |
| 2022-2023             | EA Guingamp            | Division 1            | 13          | 0           | 1                     | 0                     | -                              | -                              | -                              | 14    | 0     |
| 2023-2024             | EA Guingamp            | Division 1            | 7           | 0           | 0                     | 0                     | -                              | -                              | -                              | 7     | 0     |
| 2024-2025             | EA Guingamp            | Division 1            | 20          | 0           | 1                     | 0                     | -                              | -                              | -                              | 21    | 0     |
| Sous-total            | Sous-total             | Sous-total            | 114         | 3           | 9                     | 0                     | -                              | -                              | -                              | 123   | 3     |
| Total sur la carrière | Total sur la carrière  | Total sur la carrière | 123         | 3           | 9                     | 0                     | -                              | 1                              | 0                              | 133   | 3     |